# نهائي كأس الاتحاد الإنجليزي 1956
نهائي كأس الاتحاد الإنجليزي 1956 (بالإنجليزية: FA Cup final 1956) هي مباراة كرة قدم الختامية لتحديد الفائز في بطولة كأس الاتحاد الإنجليزي 1955–56 في البطولة الخامسة والسبعين من مسابقة الكأس الإنجليزية في بطولة الأقدم في تاريخ في كرة القدم وينظمها الاتحاد الإنجليزي لكرة القدم، أقيمت المباراة النهائية يوم السبت 5 مايو 1956 بين نادي مانشستر سيتي ونادي برمنغهام سيتي على ملعب ويمبلي في لندن. دخلت نادي مانشستر سيتي الفائز باللقب مرتين، ليخوض النهائي السادس له في تاريخ المسابقة، بينما يسعى نادي برمنغهام سيتي للفوز بالبطولة لأول مرة، بعد خسارته النهائي الوحيد الذي وصل له عام 1931.
احتاج كل فريق إلى الفوز بخمس مباريات للوصول إلى النهائي. كانت انتصارات مانشستر سيتي متقاربة، حُسمت كل منها بفارق هدف، واحتاجوا إلى مباراة إعادة لهزيمة نادي ليفربول، منافسهم في الدور الخامس. حقق برمنغهام سيتي تقدمًا أسهل حيث سجل ثمانية عشر هدفًا بينما استقبل هدفين فقط، وفاز في كل مباراة من المحاولة الأولى على الرغم من أنه أُجبر على اللعب على أرض خصمه في كل جولة. أصبحوا أول فريق يصل إلى نهائي كأس الاتحاد الإنجليزي دون اللعب على أرضه.
دخل برمنغهام سيتي المباراة كمرشح للفوز، في مباراة وُصفت بأنها تباين في الأسلوب. أمام حشد من 100 ألف متفرج وجمهور تلفزيوني بلغ خمسة ملايين، تقدم مانشستر سيتي مبكرًا عن طريق جو هايز، لكن نويل كينسي عادل النتيجة في منتصف الشوط الأول. منحت أهداف الشوط الثاني من جاك دايسون وبوبي جونستون مانشستر سيتي الفوز بنتيجة 3-1. تُذكر هذه المباراة بشجاعة حارس مرمى مانشستر سيتي، بيرت تراوتمان، الذي واصل اللعب رغم إصابته بكسر في رقبته إثر اصطدامه بلاعب برمنغهام سيتي، بيتر مورفي. ونظرًا لبطولته، تُعرف المباراة غالبًا باسم "نهائي تراوتمان".

## عن الفريقين
| الفريق        | التتويج | المشاركات السابقة في النهائيات (الخط الغليظ للأرقام يشير لسنة التتويج باللقب) |
| ------------- | ------- | ----------------------------------------------------------------------------- |
| مانشستر سيتي  | 2       | 5 (1904، 1926، 1933، 1934، 1955)                                              |
| برمنغهام سيتي | 0       | 1 (1931)                                                                      |

## المباراة

### تفاصيل المباراة
| مانشستر سيتي                       | 3–1         | برمنغهام سيتي |
| ---------------------------------- | ----------- | ------------- |
| هايز 3' · دايسون 62' · جونستون 64' | [ 3 ] [ 4 ] | كينسي 15'     |

| مانشستر سيتي | برمنغهام سيتي |